# شائك الذنب برانشي
شائك الذنب برانشي (الاسم العلمي: Acanthocercus branchi)، نوع عظاءات من فصيلة العضرفوطيات. هي عظاءة صغيرة الحجم توجد في زامبيا.